# Misiune: Imposibilă - Răfuială mortală partea întâi
Misiune: Imposibilă - Răfuială mortală partea întâi este un film american de acțiune cu spioni din 2023, regizat de Christopher McQuarrie⁠(d) dintr-un scenariu pe care l-a scris împreună cu Erik Jendresen⁠(d). Este continuarea filmului Misiune: Imposibilă. Declinul (2018) și a șaptea parte din seria de filme Misiune: Imposibilă. În Misiune: Imposibilă - Răfuială mortală partea întâi Tom Cruise revine în rolul lui Ethan Hunt⁠(d), a cărui echipă IMF se lovește de o puternică inteligență artificială necinstită cunoscută sub numele de „Entitatea”. Distribuția de ansamblu include pe Hayley Atwell⁠(d), Ving Rhames, Simon Pegg, Rebecca Ferguson, Vanessa Kirby⁠(d), Esai Morales, Pom Klementieff⁠(d), Mariela Garriga⁠(d) și Henry Czerny⁠(d).
În ianuarie 2019, Cruise a anunțat că al șaptelea și al optulea film Misiune: Imposibilă vor fi turnate simultan cu McQuarrie scriind și regizând ambele filme. Noi membri ai distribuției au fost anunțați la scurt timp după, iar Lorne Balfe⁠(d), cel care a compus partitura pentru Declinul, s-a întors pentru a compune și pentru acest film. Filmările au început în Italia în februarie 2020, dar au fost oprite din cauza pandemiei de COVID-19. Au fost reluate mai târziu în același an și s-au încheiat în septembrie 2021, cu alte locații de filmare incluzând Norvegia, Regatul Unit, Italia și Emiratele Arabe Unite. Este primul film din serie de la Misiune: Imposibilă 2 (2000) care nu îl implică pe JJ Abrams în nicio calitate și este, de asemenea, primul film din serie care nu a fost produs de Bad Robot Productions⁠(d) de la Misiune: Imposibilă III (2006). Cu un buget estimat de 291 de milioane de dolari, este unul dintre cele mai scumpe filme realizate vreodată și cel mai costisitor din franciză.
Misiune: Imposibilă - Răfuială mortală partea întâi a avut premiera în Scara Spaniolă la Roma pe 19 iunie 2023 și a fost lansată în cinematografe în Statele Unite pe 12 iulie 2023 de către Paramount Pictures. A primit aprecieri pe scară largă din partea publicului și a criticilor deopotrivă    și a încasat 448 de milioane de dolari în întreaga lume. O continuare directă, Răfuială mortală partea a doua, urmează să fie lansată pe 28 iunie 2024.

## Recepție

### Reacția criticilor de film
Pe site-ul web al agregatorului de recenzii Rotten Tomatoes, 96% din recenziile celor 402 critici sunt pozitive, cu un rating mediu de 8/10. Consensul site-ului web spune: „Cu mize care amenință lumea și piese epice pentru a se potrivi cu acel titlu masiv, Misiune: Imposibilă - Răfuială mortală partea întâi demonstrează că aceasta este încă o franciză pe care ar trebui să alegi să o accepți”, parafrazând din film. Metacritic, care folosește o medie ponderată, a atribuit filmului un scor de 81 din 100, pe baza a 66 de critici, indicând „aclamare universală”. Publicul chestionat de CinemaScore a acordat filmului o notă medie de „A” pe o scară de la A+ la F, în timp ce PostTrak a raportat că 90% dintre spectatori i-au acordat un scor pozitiv.
Într-o recenzie pozitivă pentru The Guardian, Mark Kermode⁠(d) a acordat filmului patru stele din cinci, aplaudându-l pe Cruise pentru rolul său în film, în timp ce laudă filmul pentru „intriga de a uni punctele” (join-the-dots plot) și acțiunea „incitantă”. În mod similar, Todd McCarthy⁠(d) pentru Deadline Hollywood și Siddhant Adlakha pentru IGN au descoperit că filmul reprezintă „filmul de acțiune de la Hollywood la apogeu” și că „dacă fiecare parte din franciză ar fi atât de distractivă și bine reglată, dezbaterea cinematografie-versus-streaming ar fi imediat uitată”.  Brian Truitt pentru USA Today a lăudat secvențele de acțiune, spunând că „este prima jumătate a unei epopei om vs. mașinărie care nu se zgârcește în departamentul de senzații tari. Doar nu te gândi prea mult la asta, deși probabil că totuși vei arunca o privire pe furiș serioasă laptopului tău.”
Într-o recenzie mixtă pentru The Curb, Nadine Whitney a criticat „ritmul lent și neglijent” al filmului.